# Kleingebiet Balmazújváros

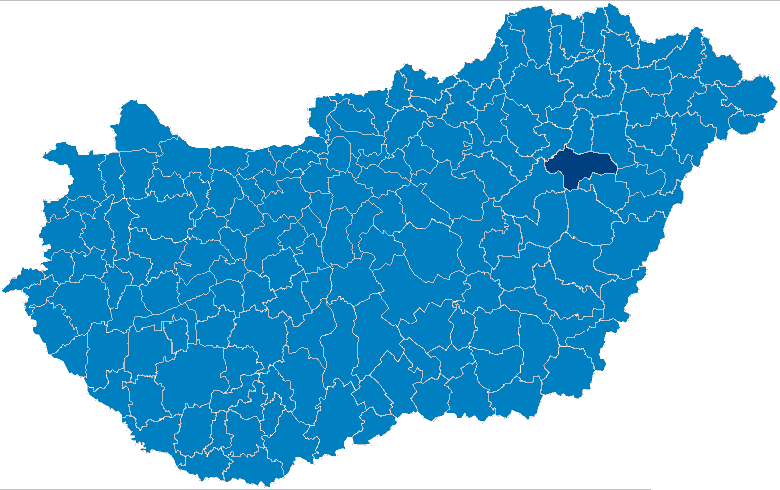
Lage des Kleingebietes in Ungarn

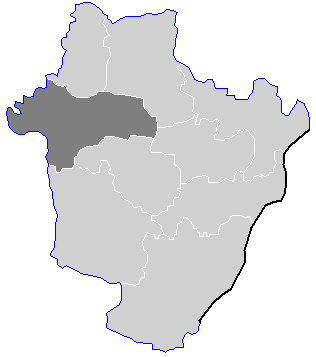
Lage des Kleingebietes im Komitat Hajdú-Bihar

Das Kleingebiet Balmazújváros (ungarisch Balmazújvárosi kistérség) war bis Ende 2012 eine ungarische Verwaltungseinheit (LAU 1) im Westen des Komitats Hajdú-Bihar in der Nördlichen Großen Tiefebene. Im Zuge der Verwaltungsreform von 2013 gelangten alle 4 Ortschaften in den nachfolgenden Kreis Balmazújváros (ungarisch Balmazújvárosi járás), der noch durch die Gemeinde Újszentmargita aus dem Kleingebiet Polgár verstärkt wurde.
Ende 2012 lebten auf einer Fläche von 731,24 km² 29.002 Einwohner. Das Kleingebiet mit der zweitniedrigsten Bevölkerungszahl hatte die zweitniedrigste Bevölkerungsdichte (40 Einwohner/km²) im Komitat.
Der Verwaltungssitz befand sich in der größten Stadt Balmazújváros (17.622 Ew.). Tiszacsege (4.754 Ew.) besaß ebenfalls das Stadtrecht, die Großgemeinde Egyek zählte 5.128 Einwohner.

## Ortschaften
Folgende Ortschaften gehörten zum Kleingebiet:
| Balmazújváros | Egyek | Hortobágy | Tiszacsege |